# Mazitan Shuiku
Mazitan Shuiku (kinesiska: 麻子滩水库) är en reservoar i Kina. Den ligger i provinsen Sichuan, i den sydvästra delen av landet, omkring 110 kilometer öster om provinshuvudstaden Chengdu. Mazitan Shuiku ligger 334 meter över havet. Arean är 2,8 kvadratkilometer. Trakten runt Mazitan Shuiku består till största delen av jordbruksmark. Den sträcker sig 3,2 kilometer i nord-sydlig riktning, och 5,8 kilometer i öst-västlig riktning.
Genomsnittlig årsnederbörd är 1 384 millimeter. Den regnigaste månaden är juli, med i genomsnitt 305 mm nederbörd, och den torraste är december, med 9 mm nederbörd.